# Consejo de Ministros de la República Democrática Alemana
El Consejo de Ministros de la República Democrática Alemana (en alemán: Ministerrat der Deutschen Demokratischen Republik) fue el órgano ejecutivo que existió en la Alemania oriental entre 1950 y 1990, cuando se produjo la reunificación alemana. Políticamente, dependía de la "Volkskammer" o Cámara Popular. En virtud de la Constitución de la RDA, el Consejo de Ministros ejercía como gobierno de la Alemania oriental, aunque en la práctica se veían sometidos a la influencia del Partido Socialista Unificado de Alemania (SED), que mantenía la hegemonía política.
Originalmente, en el momento de su creación el Consejo de ministros era un organismo compuesto de 18 miembros, pero hacia 1989 había aumentado su tamaño hasta unos 44 miembros.

## Historia
Sus orígenes se encuentran en la creación de la República Democrática Alemana (RDA) en octubre de 1949. Al igual que el gobierno de la Alemania occidental, el gobierno de la RDA en sus primeros años de existencia dispuso de una soberanía limitada. En particular tuvo una capacidad de acción limitada en las cuestiones de relaciones exteriores, donde las opciones eran pocas y subordinadas directamente a la Comisión de Control Soviética.

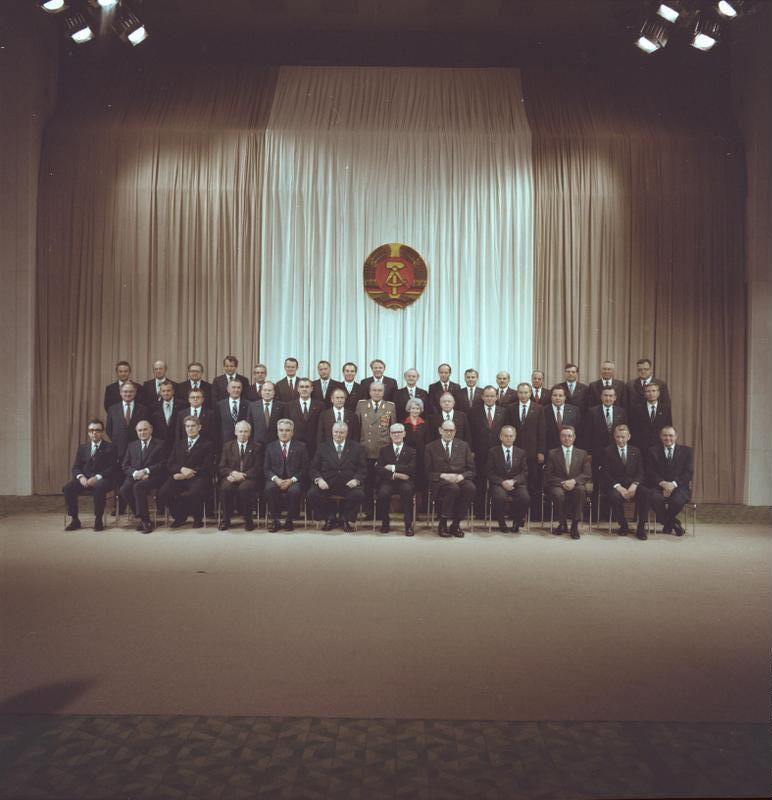
Foto de familia con los miembros del Consejo de Ministros de la RDA (junio de 1981).

No obstante, el verdadero centro de poder en la RDA era el Politburó del Comité Central del SED con sus secretariados. El Consejo de Ministros dependía de las decisiones de la Cámara Popular. Ya en el momento de la fundación de la RDA, se estableció que todos los nuevos reglamentos o proposiciones de leyes debían pasar antes por la "Volkskammer" y el Secretariado del Politburó para su aprobación. Además del SED, los miembros del gobierno pertenecían a otros partidos o grupos encuadrados dentro del llamado "Bloque Democrático", una suerte de Frente popular monopolizado por el SED.
El Consejo de ministros estaba presidido por un presidente (vorsitzender), cargo equivalente al de un primer ministro. Además, había dos vicepresidentes y también otros nueve cargos con el rango de vicepresidencia. Todos ellos, o también algunos ministros importantes, formaban la presidencia del (Präsidium) del Consejo de gobierno. El Boletín Oficial de la RDA (Gesetzblatt der DDR) también era publicado por el Consejo.
Esta situación se mantuvo hasta los cambios políticos de 1989-1990 y la posterior desaparición de la RDA. El democristiano Lothar de Maizière, elegido tras las Elecciones generales de marzo de 1990, fue el último Presidente de gobierno de la RDA.

## Sede
El antiguo Parlamento estatal prusiano acogió la sede del Consejo de Ministros entre 1950 y 1953. A partir de 1961 y hasta 1990, la sede del gobierno estuvo localizada en el antiguo edificio del Ayuntamiento de Berlín en el número 47 de la Klosterstraße. La sede de los distintos ministerios se encontraba en varios edificios del Berlín Este, como era el caso de la Detlev-Rohwedder-Haus, sede del antiguo Ministerio del Aire del Reich durante la época nazi. 

## Lista de presidentes del Consejo de ministros (1949-1990)
| #                                                                       | Nombre                  | Nombre                   | Nombre                       | Inicio                          | Fin                    | Partido | Gobierno (Coalición)               | Cámara Popular               | Cámara Popular                     |
| ----------------------------------------------------------------------- | ----------------------- | ------------------------ | ---------------------------- | ------------------------------- | ---------------------- | ------- | ---------------------------------- | ---------------------------- | ---------------------------------- |
| Ministros-presidentes de la República Democrática Alemana               |                         |                          |                              |                                 |                        |         |                                    |                              |                                    |
| 1.º                                                                     |                         |                          | Otto Grotewohl (1894-1964)   | 7 de octubre de 1949            | 7 de noviembre de 1950 | SED     | Grotewohl I (Bloque Democrático)   |                              | Asamblea Constituyente (1949-1950) |
| 1.º                                                                     | 7 de noviembre de 1950  | 19 de noviembre de 1954  | Otto Grotewohl (1894-1964)   | Grotewohl II (Frente Nacional)  |                        | SED     | 1.º (1950-1954)                    |                              |                                    |
| 1.º                                                                     | 19 de noviembre de 1954 | 7 de diciembre de 1958   | Otto Grotewohl (1894-1964)   | Grotewohl III (Frente Nacional) |                        | SED     | 2.º (1954-1958)                    |                              |                                    |
| Presidente del Consejo de Ministros de la República Democrática Alemana |                         |                          |                              |                                 |                        |         |                                    |                              |                                    |
| 1.º                                                                     |                         |                          | Otto Grotewohl (1894-1964)   | 7 de diciembre de 1958          | 7 de octubre de 1963   | SED     | Grotewohl IV (Frente Nacional)     |                              | 3.º (1958-1963)                    |
| 1.º                                                                     | 7 de octubre de 1963    | 21 de septiembre de 1964 | Otto Grotewohl (1894-1964)   | Grotewohl V (Frente Nacional)   |                        | SED     | 4.º (1963-1967)                    |                              |                                    |
| 2.º                                                                     |                         |                          | Willi Stoph (1914-1999)      | 21 de septiembre de 1964        | 14 de julio de 1967    | SED     | 4.º (1963-1967)                    | Stoph I (Frente Nacional)    |                                    |
| 2.º                                                                     | 14 de julio de 1967     | 26 de noviembre de 1971  | Willi Stoph (1914-1999)      | Stoph II (Frente Nacional)      |                        | SED     | 5.º (1967-1971)                    |                              |                                    |
| 2.º                                                                     | 26 de noviembre de 1971 | 3 de octubre de 1973     | Willi Stoph (1914-1999)      | Stoph III (Frente Nacional)     |                        | SED     | 6.º (1971-1976)                    |                              |                                    |
| 3.º                                                                     |                         |                          | Horst Sindermann (1915-1990) | 3 de octubre de 1973            | 29 de octubre de 1976  | SED     | 6.º (1971-1976)                    | Sindermann (Frente Nacional) |                                    |
| 4.º                                                                     |                         |                          | Willi Stoph (1914-1999)      | 29 de octubre de 1976           | 26 de junio de 1981    | SED     | Stoph IV (Frente Nacional)         |                              | 7.º (1976-1981)                    |
| 4.º                                                                     | 26 de junio de 1981     | 17 de junio de 1986      | Willi Stoph (1914-1999)      | Stoph V (Frente Nacional)       |                        | SED     | 8.º (1981-1986)                    |                              |                                    |
| 4.º                                                                     | 17 de junio de 1986     | 7 de noviembre de 1989   | Willi Stoph (1914-1999)      | Stoph VI (Frente Nacional)      |                        | SED     | 9.º (1986-1990)                    |                              |                                    |
| 5.º                                                                     |                         |                          | Hans Modrow (1928-2023)      | 7 de noviembre de 1989          | 12 de abril de 1990    | SED     | 9.º (1986-1990)                    | Modrow (Frente Nacional)     |                                    |
| Ministros-presidentes de la República Democrática Alemana               |                         |                          |                              |                                 |                        |         |                                    |                              |                                    |
| 6.º                                                                     |                         |                          | Lothar de Maizière (n. 1940) | 12 de abril de 1990             | 2 de octubre de 1990   | CDU     | de Maizière (Alianza por Alemania) |                              | 10.º (1990)                        |